# Kasteel van Haute-Fraipont
Het Kasteel van Haute-Fraipont is een kasteel in het tot de Belgische gemeente Trooz behorende dorp Fraipont, gelegen aan de Rue Haute 431.
Het kasteel ligt op een hoge rots die de Vesder domineert. Het is gebouwd in U-vorm en wordt bereikt door een lange laan, omzoomd met naaldbomen.

## Geschiedenis
Hier zetelde de heer van Haute-Fraipont en tot in de 17e eeuw waren dit afstammelingen van de familie De Waroux. De eerst bekende was Renier de Visé, kastelein van Dalhem en zoon van Bretou de Oudere de Waroux. Reniers zoon, eveneen Renier gemnaamd, noemde zich Renier de Fraipont, die in 1345 heer van Fraipont en Banneux werd, en voogd van Louveigné. In de 17e eeuw ging het bezit over op familie De Calwaert.
Het huidige kasteel is gebouwd op de fundamenten van een middeleeuws kasteel, dat in september 1677 verwoest werd door de Franse troepen, die Maastricht bezet hielden. Het kasteel werd herbouwd, maar in 1784 werden de noordelijke en oostelijke vleugel opnieuw door brand verwoest. Omstreeks 1800 werden ze herbouwd.
De zuidelijke vleugel is aan de zijde van de binnenplaats geheel in kalksteen gebouwd. Ze bevat de jaartallen 1681 en 1682. Op de begane grond waren de paardenstallen en deze worden betreden door een poort met een op zuilen rustende boog.
In het zuidoosten vindt men een overhangende hoektoren, gestut met een steunbeer.

## Slotkapel

Slotkapel

De slotkapel staat los van het kasteel ten noordwesten daarvan. Vermoedelijk werd ze in de 17e eeuw gebouwd en heeft een schip van twee traveeën, en een koor met vlakke afsluiting. De kapel werd gebouwd in zandsteenblokken. De toegangsdeur bevindt zich in de zuidgevel en op het dak is vierkante een dakruiter met achthoekige spits, geheel met leien bedekt.

## Verder lezen
- XXV. Les châteaux de Fraipont et de la Rochette, et, par occasion, le capitaine Lion, in G.J. Nautet, Notices historiques sur le pays Liège, I, Verviers, 1853, pp. 91-96.